# River Kent
Der River Kent ist ein Fluss in Cumbria, England. Der Kent hat seinen Ursprung in den Bergen von Kentmere oberhalb des Kentmere Reservoirs. In seinem Oberlauf fließt der Fluss durch den Lake District National Park.
Der River Kent fließt durch die Orte Kentmere, Staveley, Burneside, Kendal und Sedgwick. Bei Sedgwick passiert der Fluss eine Schlucht, die eine Reihe von Stromschnellen und kleinen Wasserfällen besitzt, was den Abschnitt bei Kajakfahrern nach starkem Regen beliebt macht.
Nach einer Strecke von 32 km mündet der Kent bei Arnside in die Morecambe Bay. Bei Springfluten ist es möglich eine Gezeitenwelle im Kent bei Arnside zu beobachten.